# Philippe Nicolet

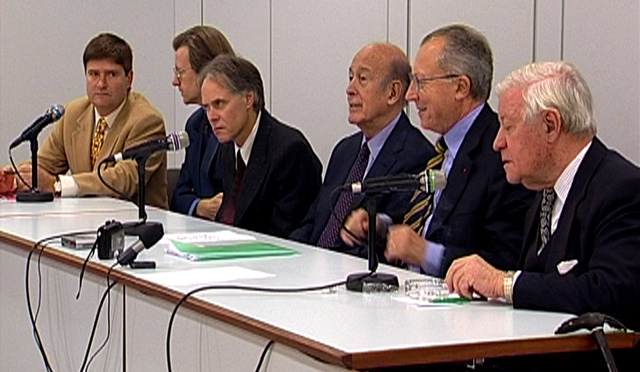
Philippe Nicolet leitet die Pressekonferenz der Stiftung Jean Monnet in Anwesenheit von Claude Ruey, Präsident des Kantons Waadt, Moritz Leuenberger, Bundespräsident der Schweiz, Valéry Giscard d’Estaing, Jacques Delors und Helmut Schmidt.

Philippe Nicolet (* 4. Januar 1953 in Lausanne) ist ein Schweizer Journalist und Regisseur für Dokumentar- und Fiktionsfilme.

## Leben
Nach dem Erlangen der Hochschulreife studierte Nicolet von 1971 bis 1972 in Minneapolis. Dort entdeckt er das Medium Video für sich. Nicolet schloss sein Jurastudium an der Universität Lausanne 1978 erfolgreich ab. In seiner Freizeit sang er in der Popgruppe Sunflower, die er 1975 gegründet hatte. Nach dem Studium arbeitete er zwei Jahre lang am Kantonsgericht.
Nicolet wechselte 1980 zur Tageszeitung 24 heures. Dort war er bis 1992 als Journalist und Reporter für Meinungsumfragen tätig. Von 1989 bis 2006 erstellte er zudem die Archive des Medienkonzern Edipresse.
Seit 1979 stellte Nicolet hunderte verfilmte Interviews mit Persönlichkeiten aus Politik, Wissenschaft und Kunst her. Für seine Arbeit als „Videopionier“ erhielt er 1991 den Preis der waadtländischen Stiftung für die künstlerische Gestaltung seiner Arbeit. Nicolet gründete 1993 ein eigenes Produktionsunternehmen, die Nicolet Vidéo Productions (NVP). Er war von 1994 bis 1998 der erste Chefredakteur des Lausanner Fernsehsenders TVRL (Télévision de la Région Lausannoise), bevor er die Aufgabe übernahm, eine Geschichte der Beziehungen der Schweiz zu Europa zu drehen.
Dabei entstand eine Serie von gefilmten Interviews der Stiftung Jean Monet für Europa (Fondation Jean Monnet pour l’Europe), der Henri Rieben vorstand. Im Jahr 2002 begann Nicolet mit der Verwirklichung der Fernsehserie Rêveur sur la terre d'origine des immigrés (Träumer im  Ursprungsland der Emigranten). Die Schweizerische Kommission der UNESCO übernahm 2004 die Schirmherrschaft der Serie.

## Dokumentar- und Fiktionsfilme
- Jeanne Calment, doyenne du monde (Die älteste Person der Welt). (1994)
- En prison (Im Gefängnis). Dokumentarfiktion über die Präventivverwahrung. (1995)
- Demain peut-être (Vielleicht morgen). Science-Fiction-Serie. (1996–1997)
- Les terriers de la mémoire (Die Schlupfwinkel der Erinnerung). Dokumentarfiktion. (1997)
- Avec Maurice Béjart (Mit Maurice Béjart). Reportage in Italien, der Schweiz und Russland. (1998)
- Le Signe de onze heures (Ein fantastischer Spielfilm). Mit Nanou Duggan, Roland Carey, Jean-Pierre Althaus und Annie Chaplin. (2000)
- Trois bâtisseurs de l'Europe (Drei Architekten Europas). Interview über den Euro mit Jacques Delors, Valéry Giscard d’Estaing und Helmut Schmidt. (2001)
- Les Voyages en Orient du Baron d'Aubonne (Die Reisen des Barons  von Aubonne). Dokumentarfiktion  über  Jean-Baptiste Tavernier. (2005)